# Раденка Шева
Раденка Шева (Бања Лука, 1964) српска је глумица.
Живи у Бањалуци. Глумица је Народног позоришта Републике Српске. Позната бројним позоришним улогама, али најпрослављенија по улози Милке у серији и филовима Добро јутро комшија који су врло популарни у Републици Српској и Србији.

## Улоге
| Год.  | Назив                  | Улога          |
| ----- | ---------------------- | -------------- |
| 2022. | Добро јутро, комшија 8 | Милка          |
| 2021. | Добро јутро, комшија 7 | Милка          |
| 2020. | Срећан пут, комшија    | Милка          |
| 2019. | Добро јутро, комшија 5 | Милка          |
| 2017. | Добро јутро, комшија 4 | Милка          |
| 2017. | Брачне кризе           | Нина           |
| 2016. | Добро јутро, комшија 3 | Милка          |
| 2014. | Добро јутро, комшија 2 | Милка          |
| 2011. | Црвени костим          | Зорица         |
| 2012. | Добро јутро, комшија   | Милка          |
| 2009. | Неке друге приче       | жена са кесом  |
| 2008. | То топло љето          | Анђелија Берић |
| 2008. | Турнеја                | Данилова жена  |
| 2006. | Зврк                   |                |
| 1999. | Жене, људи и остало    | Симина жена    |